# Nicolò Savona
Nicolò Savona (Aosta, 19 maart 2003) is een Italiaans voetballer die bij voorkeur als rechtsback speelt. Hij speelt bij Juventus.

## Clubcarrière
Savona kwam op achtjarige leeftijd in de jeugdacademie van Juventus terecht. In 2020 werd hij voor één seizoen uitgeleend aan SPAL. Op 16 december 2021 tekende hij zijn eerste profcontract. Op 19 augustus 2024 debuteerde hij in de Serie A tegen promovendus Como 1907. De volgende speeldag scoorde hij tegen Hellas Verona bij zijn eerste basisplaats.